# Камото Юя
Юя Камото (яп. 神本雄也, Yuya Kamoto, нар. 14 вересня 1994, Токіо) — японський гімнаст. Бронзовий призер чемпіонату світу в командній першості, чемпіон та призер Азійських ігор, Універсіад та юнацьких Олімпійських ігор.

## Біографія
Закінчив факультет фізичної культури Японського університету спортивної науки, Токіо.

## Спортивна кар'єра
У п'ятирічному віці на секцію спортивної гімнастики привів батько Кендзі Камото, який був гімнастом національного рівня.

#### 2014
На Азійських іграх здобув перемоги в командній першості, багатоборстві та паралельних брусах, а у вільних вправах був третім.

#### 2019
На чемпіонаті Японії при виконанні вправи на паралельних брусах при падінні зламав щелепу. Змушений був пропустити наступні три тижні тренувань.
На чемпіонаті світу 2019 року у командному фіналі разом з Дайкі Гашимото, Какеру Танігавою, Ватару Танігавою та Казумою Кая здобув бронзову нагороду. До фіналів в окремих видах не кваліфікувався.

## Результати на турнірах
| Рік  | Змагання                 | КБ | ІБ | Вільні вправи | Кінь | Кільця | Опорний стрибок | Паралельні бруси | Перекладина |
| ---- | ------------------------ | -- | -- | ------------- | ---- | ------ | --------------- | ---------------- | ----------- |
| 2010 | Юнацькі Олімпійські ігри |    | 1  |               |      | 2      |                 |                  |             |
| 2014 | Азійські ігри            | 1  | 1  | 3             |      |        |                 | 1                |             |
| 2015 | Універсіада              | 1  |    |               |      |        |                 | 2                | 3           |
| 2016 | Кубок світу в Котбусі    |    |    |               |      |        | 1               | 2                |             |
| 2017 | Універсіада              | 1  |    |               |      |        |                 |                  |             |
| 2018 | Кубок світу в Досі       |    |    |               |      | 6      |                 | 5                |             |
| 2018 | Кубок виклику в Парижі   |    |    | 8             |      | 6      |                 |                  |             |
| 2019 | Чемпіонат світу          | 3  |    |               |      |        |                 |                  |             |